# Бад-Юберкінген
Бад-Юберкінген (нім. Bad Überkingen) — громада в Німеччині, знаходиться в землі Баден-Вюртемберг. Підпорядковується адміністративному округу Штутгарт. Входить до складу району Геппінген.
Площа — 24,02 км2. Населення становить 3852 ос. (станом на 31 грудня 2020).